# Mike Austin
Michael MacKay (Mike) Austin (West Orange (New Jersey), 26 augustus 1943) is een Amerikaans zwemmer.

## Biografie
Tijdens de Olympische Zomerspelen van 1964 won Austin de gouden medaille op de de 4x100m vrije slag. Op de 100m vrije slag werd hij zesde.

## Internationale toernooien
| Jaar | Olympische Spelen                      |
| ---- | -------------------------------------- |
| 1964 | 4x100m vrije slag · 6e 100m vrije slag |

1964: Clark, Austin, Ilman, Schollander ·
1968: Zorn, Rerych, Spitz, Walsh ·
1972: Edgar, Murphy, Heidenreich, Spitz ·
1984: Cavanaugh, Heath, Biondi, Gaines ·
1988: Jacobs, Dalbey, Jager, Biondi ·
1992: Hudepohl, Biondi, Jager, Olsen ·
1996: Olsen, Davis, Schumacher, Hall ·
2000: Klim, Fydler, Callus, Thorpe ·
2004: Schoeman, Ferns, Townsend, Neethling ·
2008: Phelps, Weber-Gale, Jones, Lezak ·
2012: Leveaux, Gilot, Lefert, Agnel ·
2016: Dressel, Phelps, Held, Adrian ·
2020: Dressel, Pieroni, Becker, Apple ·
2024: Alexy, Guiliano, Armstrong, Dressel